# جيمي بروكس
جيمي بروكس (بالإنجليزية: Jamie Brooks)‏ (12 أغسطس 1983 بأكسفورد في المملكة المتحدة - ) هو لاعب كرة قدم بريطاني في مركز الهجوم. لعب مع أكسفورد يونايتد وميدنهد يونايتد ‏ ونادي تاموورث وBrackley Town F.C. ‏ ونادي سلاو تاون وأبينغدون تاون ‏ وAbingdon United F.C. ‏ وأكسفورد سيتي وديكوت تاون ‏ وويتني تاون ‏.

## وصلات خارجية
- جيمي بروكس على موقع قاعدة بيانات كرة القدم.إي يو (الإنجليزية)
- جيمي بروكس على موقع Soccerbase.com (لاعب) (الإنجليزية)